# John Wolyniec
John Wolyniec est un joueur international américain de soccer, né le 24 janvier 1977 à Chicago, Illinois, États-Unis. Il évolue comme attaquant.